# Scelolophia inornata
Scelolophia inornata là một loài bướm đêm trong họ Geometridae.